# Short track na Zimowych Igrzyskach Olimpijskich 1992
Short track na Zimowych Igrzyskach Olimpijskich 1992 odbył się w dniach 18–22 lutego 1992 roku. Zawodnicy i zawodniczki walczyli w dwóch męskich i w dwóch kobiecych konkurencjach: biegach na 1000m oraz sztafecie kobiet (na 3000m) i sztafecie mężczyzn (na 5000m). Łącznie rozdano cztery komplety medali. Zawody odbyły w Albertville, na obiekcie La halle de glace Olympique. Po raz pierwszy w historii igrzysk olimpijskich short track był konkurencją medalową.

## Mężczyźni

### 1000 m
| Miejsce | Państwo          | Zawodnik           | Czas              |
| ------- | ---------------- | ------------------ | ----------------- |
| 1       | Korea Południowa | Kim Ki-hoon        | 1:30,76 (finał A) |
| 2       | Kanada           | Frédéric Blackburn | 1:31,11 (finał A) |
| 3       | Korea Południowa | Lee Joon-ho        | 1:31,16 (finał A) |
| 4       | Nowa Zelandia    | Michael McMillen   | 1:31,32 (finał A) |
| 5       | Wielka Brytania  | Wilfred O’Reilly   | 1:36,24 (finał B) |
| 6       | Belgia           | Geert Blanchart    | 1:36,28 (finał B) |
| 7       | Kanada           | Mark Lackie        | 1:36,28 (finał B) |
| 8       | Kanada           | Michel Daignault   | 1:37,10 (finał B) |

Data: 18–20.02.1992

### Sztafeta 5000 m
| Miejsce | Państwo          | Zawodnik                                                                             | Czas              |
| ------- | ---------------- | ------------------------------------------------------------------------------------ | ----------------- |
| 1       | Korea Południowa | Kim Ki-hoon, Lee Joon-ho, Mo Ji-soo, Song Jae-kun                                    | 7:14,02 (finał A) |
| 2       | Kanada           | Frédéric Blackburn, Laurent Daignault, Michel Daignault, Sylvain Gagnon, Mark Lackie | 7:14,06 (finał A) |
| 3       | Japonia          | Yūichi Akasaka, Tatsuyoshi Ishihara, Toshinobu Kawai, Tsutomu Kawasaki               | 7:18,18 (finał A) |
| 4       | Nowa Zelandia    | Michael McMillen, Chris Nicholson, Andrew Nicholson, Tony Smith                      | 7:18,91 (finał A) |
| 5       | Francja          | Marc Bella, Arnaud Drouet, Rémi Ingres, Claude Nicouleau                             | 7:26,09 (finał B) |
| 6       | Wielka Brytania  | Nicholas Gooch, Stuart Horsepool, Matthew Jasper, Wilfred O’Reilly                   | 7:29,46 (finał B) |
| 7       | Australia        | Kieran Hansen, John Kah, Andrew Murtha, Richard Nizielski                            | 7:32,57 (finał B) |
| 8       | Włochy           | Orazio Fagone, Hugo Herrnhof, Roberto Peretti, Mirko Vuillermin                      | 7:32,80 (finał B) |

Data: 18–22.02.1992

## Kobiety

### 500 m
| Miejsce | Państwo           | Zawodnik          | Czas              |
| ------- | ----------------- | ----------------- | ----------------- |
| 1       | Stany Zjednoczone | Cathy Turner      | 47,04 (finał A)   |
| 2       | Chiny             | Li Yan            | 47,08 (finał A)   |
| 3       | Korea Północna    | Hwang Ok-sil      | 47,23 (finał A)   |
| 4       | Holandia          | Monique Velzeboer | 47,28 (finał A)   |
| 5       | WNP               | Marina Pyłajewa   | 48,42 (finał B)   |
| 6       | Kanada            | Nathalie Lambert  | 48,50 (finał B)   |
| 7       | WNP               | Julija Własowa    | 48,70 (finał B)   |
| 8       | Chiny             | Wang Xiulan       | 1:34,12 (finał B) |

Data: 18–20.02.1992

### Sztafeta 3000 m
| Miejsce | Państwo           | Zawodnik                                                                              | Czas              |
| ------- | ----------------- | ------------------------------------------------------------------------------------- | ----------------- |
| 1       | Kanada            | Angela Cutrone, Sylvie Daigle, Nathalie Lambert, Annie Perreault                      | 4:36,62 (finał A) |
| 2       | Stany Zjednoczone | Darcie Dohnal, Amy Peterson, Cathy Turner, Nikki Ziegelmeyer                          | 4:37,85 (finał A) |
| 3       | WNP               | Julija Ałłagułowa, Natalja Isakowa, Wiktorija Taranina, Julija Własowa                | 4:42,69 (finał A) |
| 4       | Japonia           | Mie Naito, Rie Sato, Hiromi Takeuchi, Nobuko Yamada                                   | 4:44,50 (finał B) |
| 5       | Francja           | Valérie Barizza, Sandrine Daudet, Murielle Leyssieux, Karine Rubini                   | 4:43,32 (finał B) |
| 6       | Holandia          | Priscilla Ernst, Joelle van Koetsveld-van Ankere, Monique Velzeboer, Simone Velzeboer | 4:47,21 (finał B) |
| 7       | Włochy            | Marinella Canclini, Maria Candido, Katia Colturi, Cristina Sciolla                    | 4:47,31 (finał B) |
| 8       | Chiny             | Li Changxiang, Li Yan, Wang Xiulan, Zhang Yanmei                                      | DSQ (finał B)     |

Data: 22.02.1992